# Raschīd ad-Dīn Watwāt
Raschīd ad-Dīn Muhammad ibn Muḥammad al-ʿUmarī (arabisch رشید الدین محمد بن محمد العمري, DMG Rašīd ad-Dīn Muḥammad b. Muḥammad b. ʿAbd al-Ǧalīl al-ʿUmarī) – mit dem Beinamen „Watwāt“ (arabisch وطواط, DMG Waṭwāṭ), also „Fledermaus“ (da es sich wohl um einen besonders kleinen, unattraktiven Mann handelte) – war einer der bedeutendsten muslimischen Literaten des 12. Jahrhunderts und die zentralen Figur des kulturellen Lebens am Hof der aufstrebenden Choresm-Schahs aus der Dynastie der Anuschteginiden (1077–1231). Der angebliche Nachkomme des Kalifen Umar ibn al-Chattab (daher die Nisba Umari) wurde wahrscheinlich 1088/89 in Balch oder Buchara geboren und verbrachte dann den Großteil seines langen Lebens in der choresmischen Hauptstadt Gurgandsch (heute Köneürgenç), wo er 1182/83 (oder schon fünf Jahre eher) verstarb.
Seine exklusive Stellung am Hof der Choresm-Schahs stets erfolgreich (gegen andere Poeten wie Chaqani) verteidigend, diente Raschid ad-Din Vatvat (oder einfach Raschid-i Vatvat), welcher auf Persisch und Arabisch schrieb, in erster Linie Ala ad-Din Atsiz (reg. 1027/28–1056), aber auch noch dessen Nachfolger Il-Arslan (reg. 1056–1172) als „Staatskanzleichef“ und verfasste als solcher (d. h. im Namen der Schahs) sowie als engagierter Privatgelehrter eine Vielzahl rhetorisch beeindruckender Briefe (u. a. an den Abbasidenkalifen in Bagdad und den Seldschukensultan Sandschar), die teilweise gesammelt wurden und sich so bis heute erhalten haben. Außerdem schuf Vatvat unter anderem kommentierte Sammlungen von je 100 Aussprüchen der vier rechtgeleiteten Kalifen (die bekannteste ist zu Ali) und ein viel bewundertes Handbuch rhetorischer Figuren namens „Die Gärten der Magie in den Feinheiten der Poesie“. So gründet sich sein weitreichender Ruhm insgesamt auch mehr auf seine Prosawerke, als auf seine (mehrere Tausend Verse) umfassende Lyrik, bei der es sich hauptsächlich um sehr kunstvolle und oftmals fast übertrieben ausgeschmückte Lobgedichte (Qasiden) auf Atsiz und dessen Siege handelt.
Da Vatvat, der für seinen schwierigen Charakter und seine Arroganz bekannt war, trotz gelegentlicher Spannungen zwischen ihm und Atsiz ein loyaler Anhänger der Anuschteginiden war, zog er sich unter anderem die Feindschaft des mächtigen Seldschukensultans Sandschar zu, dessen Oberherrschaft über Choresm Atsiz wiederholt abzuschütteln versuchte. So lieferte sich Vatvat als – mit vielen anderen Poeten seiner Zeit in Kontakt stehender – Panegyriker der Choresm-Schahs eine Art „Dichterkrieg“ mit Anvari, auch Enweri (gestorben um 1189), dem Hofdichter der Seldschuken, und wäre angeblich sogar fast von Sandschar hingerichtet worden, hätte er diesen nicht zum Lachen gebracht.

## Werke und Literatur
- Saʿīd Nafīsī (Editor): دیوان رشید الدین وطواط (Divān-i Rašīd ad-Dīn Vaṭvāṭ), Teheran 1339 (1960) = Sammlung Vatvats persischer Gedichte
- ʿAbbās Iqbāl Āštiyānī (Editor): حدائق‌ السحر فی دقائق ‌الشعر (Ḥadāʾiq as-siḥr fī daqāʾiq aš-šiʿr), Teheran 1308 (1929/30) = Vatvats „Die Gärten der Magie in den Feinheiten der Poesie“
- Heribert Horst: Arabische Briefe der Ḫōrazmšāhs an den Kalifenhof aus der Feder des Rašīd ad-Dīn Waṭwāṭ in: ZDMG, Bd. 116 (1966), S. 24–43 (10 Briefe in Übersetzung) und Die Staatsverwaltung der Großselǧūqen und Ḫōrazmšāhs, Wiesbaden 1964 (inhaltliche Zusammenfassung mehrerer Briefe)
- Heinrich Leberecht Fleischer (Hrsg. und Übers.): Ali's hundert Sprüche, arabisch und persisch parphrasirt von Reschideddin Watwat, Leipzig 1837
- Edward Granville Browne: A literary history of Persia, Vol. II – From Firdawsí to Saʿdí (1000–1290), Cambridge 1956, S. 308–310 und 330–333
- Françoise C. de Blois: Artikel „Rashīd al-Dīn Waṭwāṭ“ in: Encyclopaedia of Islam, New Edition (ed. by P. J. Bearman u. a.), Leiden 1960–2004
- Jan Rypka: History of Iranian literature (ed. by Karl Jahn), Dordrecht 1968, S. 200